# Graphania
Graphania is een geslacht van vlinders van de familie Uilen (Noctuidae), uit de onderfamilie Hadeninae.

## Soorten
- G. acontistis Meyrick, 1887
- G. agorastis Meyrick, 1887
- G. alopa Meyrick, 1887
- G. argentaria Howes., 1944
- G. atavistis (Hampson, 1902)
- G. atristriga Walker, 1865
- G. aulacias Meyrick, 1887
- G. averilla Hudson, 1921
- G. beata Howes., 1906
- G. blenheimensis Fereday, 1882
- G. boldensis Salmon, 1956
- G. bromias Meyrick, 1902
- G. brunneosa Fox, 1970
- G. captiosa Philpott, 1927
- G. cuneata Philpott, 1916
- G. cyanopetra Meyrick, 1927
- G. chlorodonta Hampson, 1911
- G. dentata Philpott, 1923
- G. disjugens Walker, 1858
- G. dives Philpott, 1930
- G. empyrea Hudson, 1918
- G. epiastra Meyrick, 1911
- G. exquisita Philpott, 1903
- G. falsidica Meyrick, 1911
- G. fenwicki Philpott, 1921
- G. fibriata Meyrick, 1913
- G. furtiva Philpott, 1924
- G. griseipennis Felder, 1874
- G. homoscia Meyrick, 1886
- G. inconstans Butler, 1880
- G. infensa Walker, 1857
- G. insignis Walker, 1865
- G. lacustris Meyrick, 1934
- G. lata Philpott, 1927
- G. lignana Walker, 1857
- G. lissoxyla Meyrick, 1911
- G. lithias Meyrick, 1886
- G. ludibunda Philpott, 1929
- G. maya Hudson, 1898
- G. micrasta Meyrick, 1897
- G. mitis Butler, 1877
- G. moderata Walker, 1865
- G. molis Howes., 1908

- G. morosa Butler, 1880
- G. mutans Walker, 1857
- G. nobilia Howes., 1946
- G. olivea Watt, 1916
- G. oliveri Hampson, 1911
- G. omicron Hudson, 1898
- G. omoplaca Meyrick, 1887
- G. pachyscia Meyrick, 1907
- G. panda Philpott, 1920
- G. paracausta Meyrick, 1886
- G. paraxysta Meyrick, 1929
- G. pelanodes Meyrick, 1931
- G. petrograpta Meyrick, 1929
- G. phaula Meyrick, 1887
- G. plena Walker, 1865
- G. praesignis Howes., 1911
- G. probenota Howes., 1944
- G. propria Walker, 1856
- G. rubescens Butler, 1879
- G. saeva Meyrick, 1929
- G. sapiens Meyrick, 1929
- G. scutata Meyrick, 1929
- G. semivittata Walker, 1865
- G. sericata Howes., 1945
- G. similis Philpott, 1924
- G. simillima Berio, 1979
- G. sistens Guenée, 1868
- G. steropastis Meyrick, 1887
- G. stulta Philpott, 1905
- G. sulcana Fereday, 1880
- G. temenaula Meyrick, 1907
- G. tetrachroa Meyrick, 1931
- G. toroneura Meyrick, 1901
- G. unica Walker, 1856
- G. ustistriga Walker, 1857
- G. xanthogramma Meyrick, 1912